# Aisea Tuilevu
Pas d'image ? Cliquez ici

a Compétitions nationales et continentales officielles uniquement.

b Matchs officiels uniquement.
Aisea Tuilevu Kurimudu, né le 13 juillet 1972 à Sigatoka (Fidji), est un joueur de rugby à XV international fidjien. Il joue au poste d'ailier.

## Biographie
Il est le frère de l'ancien joueur de l'Union Bordeaux Bègles Jeremaiya Tuilevu Tamanisau.
Aisea Tuilevu participe à la Coupe du monde de rugby 2003, il y a marqué deux essais.

## Statistiques en équipe nationale
- 19 sélections avec l'Équipe des Fidji de rugby à XV
- Nombre de sélections par année : 5 en 1996, 2 en 1997, 4 en 1998, 7 en 2003, 1 en 2004.
- participation à la Coupe du monde de rugby 2003 : 4 matchs, 4 comme titulaire, 2 essais inscrits.